# Fiesch
Fiesch is een gemeente en plaats in het Zwitserse kanton Wallis, en maakt deel uit van het district Goms.
Fiesch telt 935 inwoners. Het is een belangrijk uitvalscentrum voor een bezoek aan de Aletschgletsjer. Vanuit Fiesch vertrekt een kabelbaan naar de Fiescheralp, vanwaar men verder kan met de kabelbaan naar de ruim 2900 meter hoge Eggishorn. De Eggishorn biedt een panorama op de Aletschgletsjer en op veel van de vierduizenders in Wallis en Berner Oberland.
Aan de rand van Fiesch bevindt zich een groot Sport- und Ferienzentrum met overnachtingsmogelijkheden en allerlei andere accommodaties voor toeristen, groepen en sporters.

## Geboren in Fiesch
- Daniel Albrecht (1983), alpineskiër

## Externe link

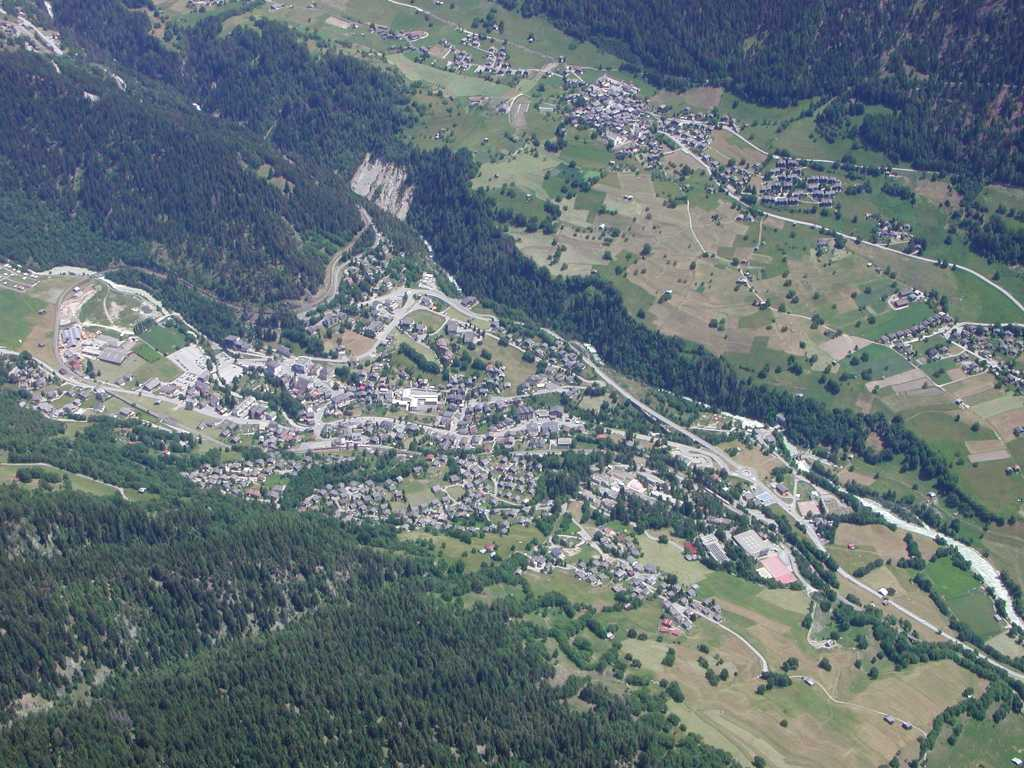
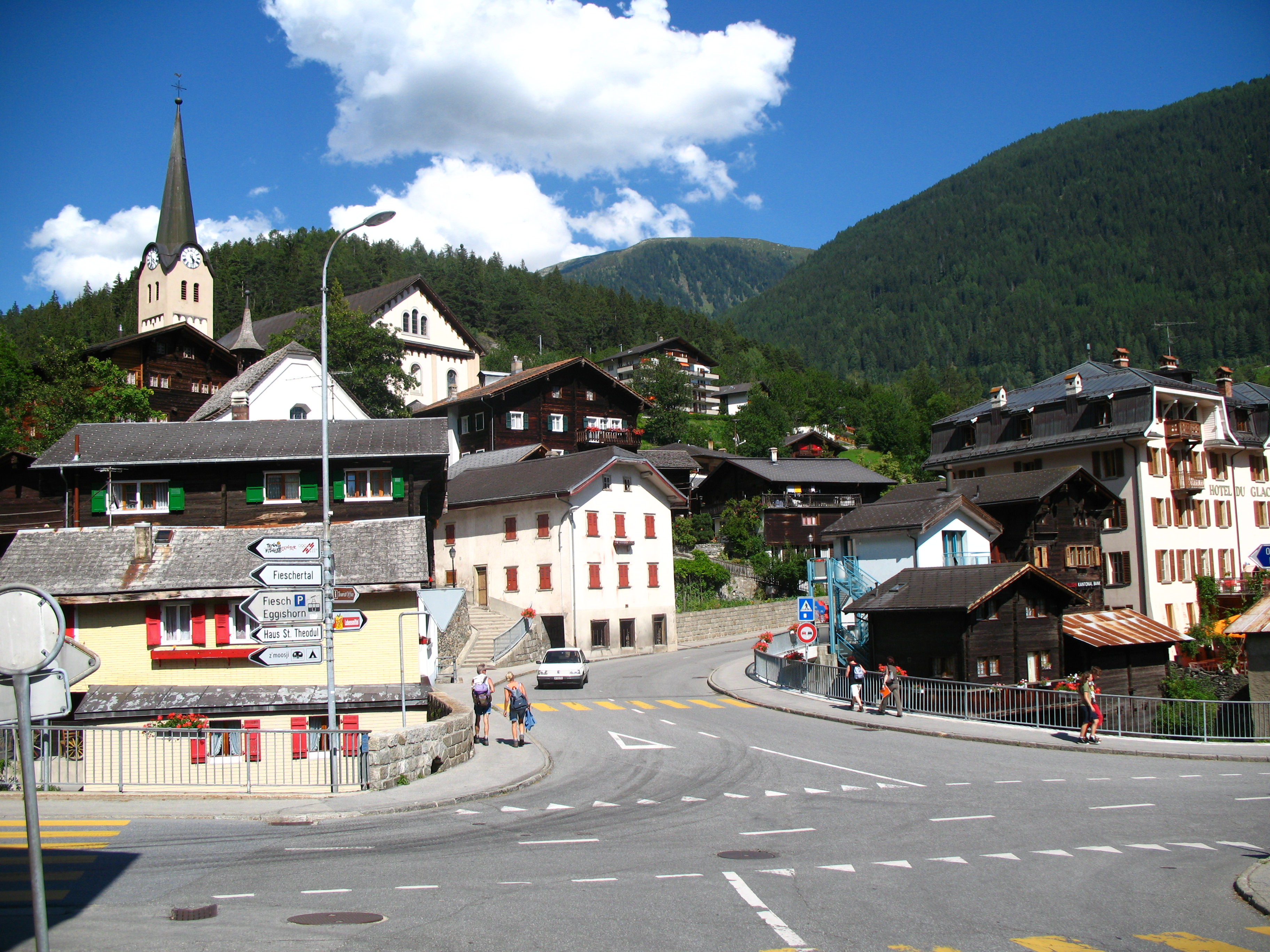
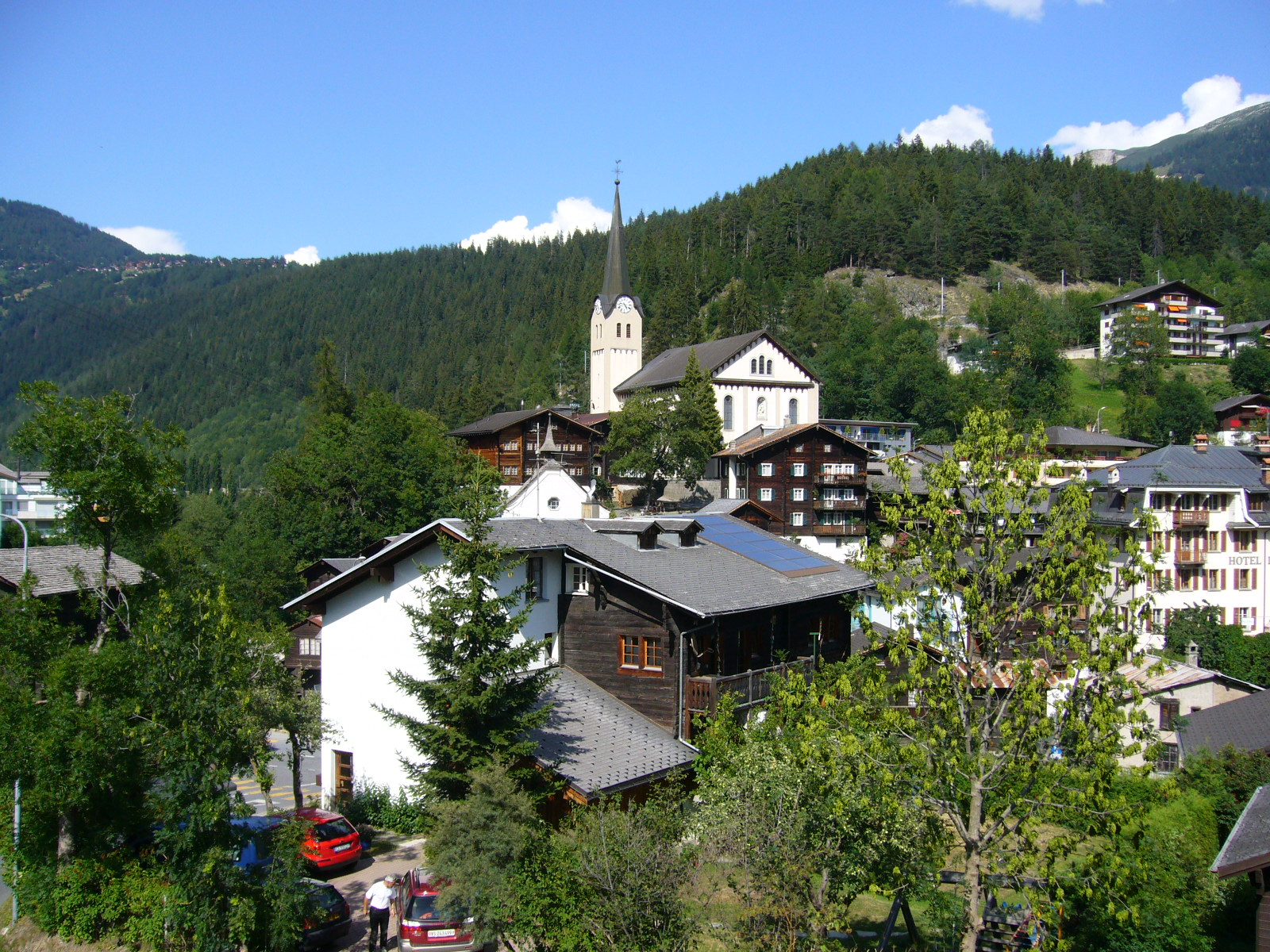
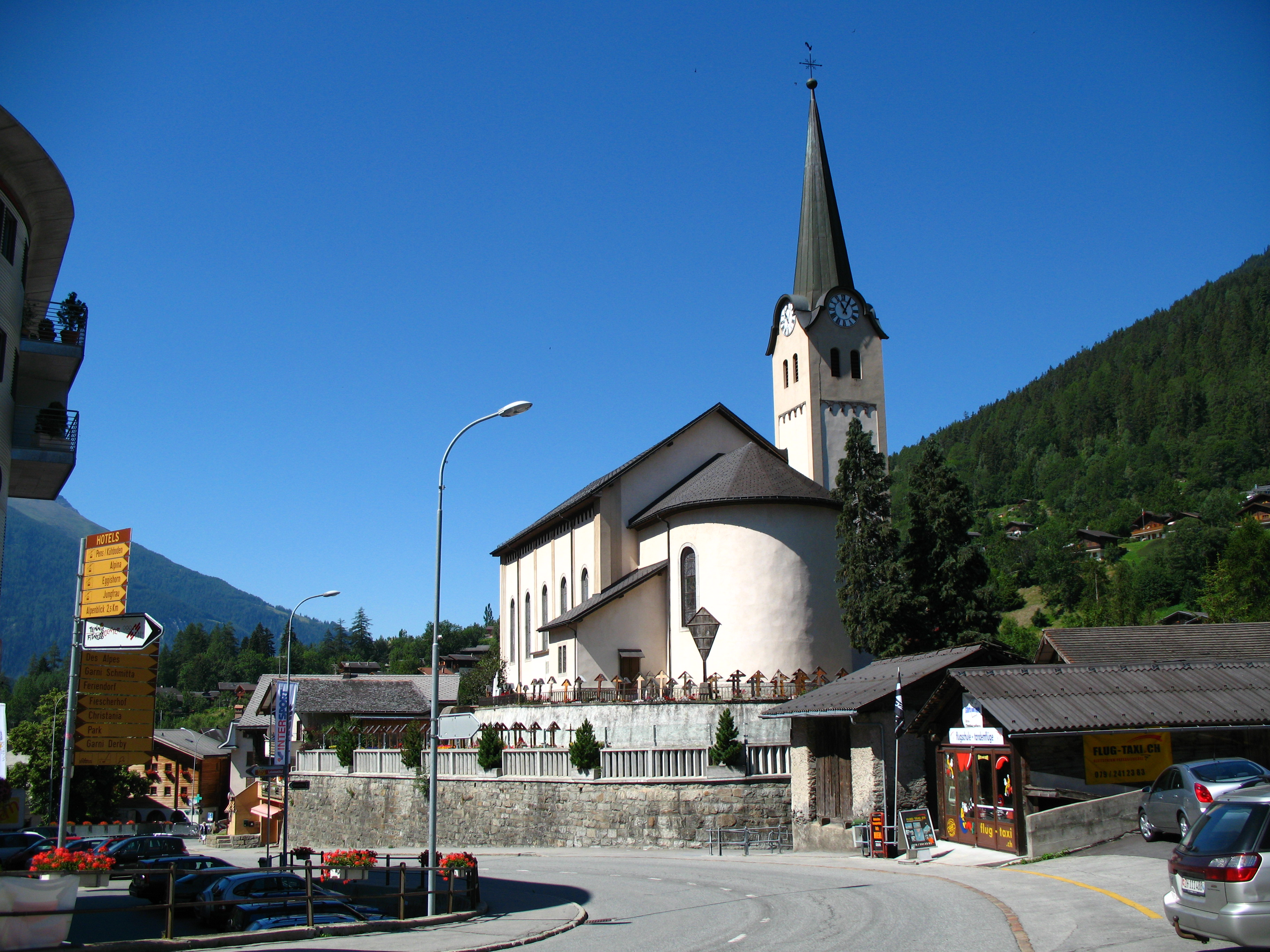